# Дем, Фердинанд
Фердинанд Дем (нем. Ferdinand Dehm; 27 августа 1846, Вена — 26 марта 1923, Вена) — австрийский придворный архитектор, а также либеральный политик.

## Биография
Фердинанд Дем прошел обучение у разных мастеров, таких как придворный архитектор Эльцельт и Людвиг Тишлер из Венского строительного общества. В 1873 году он получил лицензию мастера-строителя и вместе с Францем Ольбрихтом основал собственное дело. Компания была очень успешной и построила большое количество общественных и частных зданий. Будучи предпринимателем, Дем купил землю в Вене, построил на ней дома, а затем продал его.
С 1886 по 1895 год Дем, как либерал, занимал должность члена муниципального совета 9-го созыва. С 1892 являлся членом парламента Нижней Австрии. После того, как его партнер Ольбрихт больше не мог работать в совместной компании по состоянию здоровья, Дем также ушел и посвятил себя исключительно политической работе. Работал в различных строительных ведомствах, выступал за создание крупных транспортных сооружений и присоединение пригородов к Вене. Он также занимался гуманитарной работой в детских больницах и некоммерческих организациях. Дем умер как высокочтимый человек и был похоронен в великолепной гробнице на кладбище Вейдлинг .
Фердинанд Дем получил орден Франца Иосифа в 1891 году и османский орден Меджидие в 1900 году. Был главным куратором первой австрийской сберегательной кассы, заместителем заведующего детскими больницами Каролинен, Св. Аннен и Леопольдштедтер, вице-президентом Венского общества хозяйственных обществ, вице-президентом, а после смерти основателя Кюна президентом первое венское народное кухонное объединение.

## Значение
Фердинанд Дем строил почти исключительно вместе с Францем Ольбрихтом. Их постройки соответствовали историзму, причем первоначально более строгие ренессансные формы постепенно уступали место более декоративным необарокко. После сотрудничества с Отто Вагнером его принципы дизайна также были приняты, и с тех пор были созданы здания в стиле необарокко с мотивами сецессиона (так называемая Венская современная школа).

## Работы

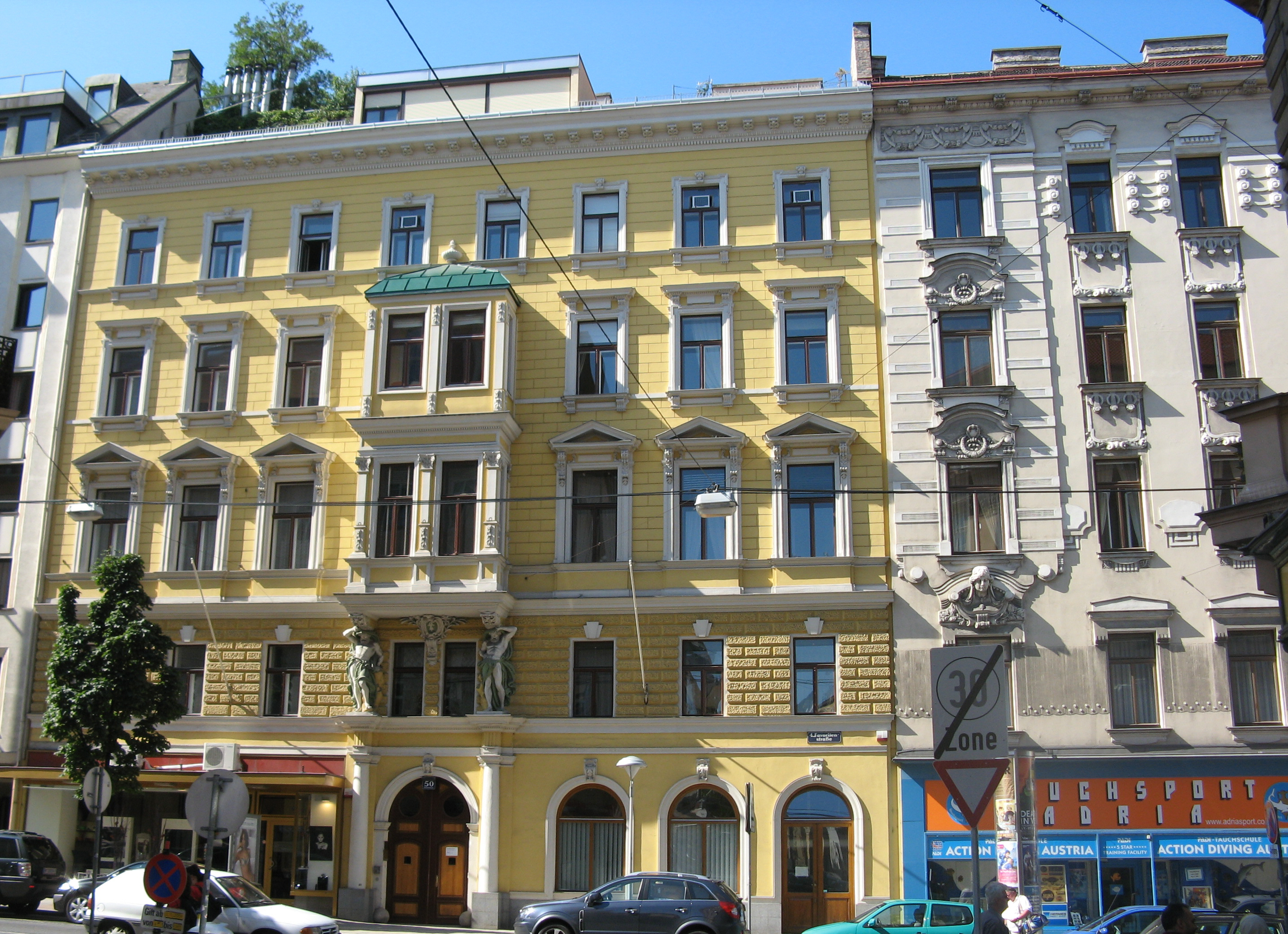
Дом на Фаворитенштрассе 50 (1882 г.) Дема и Ольбрихта

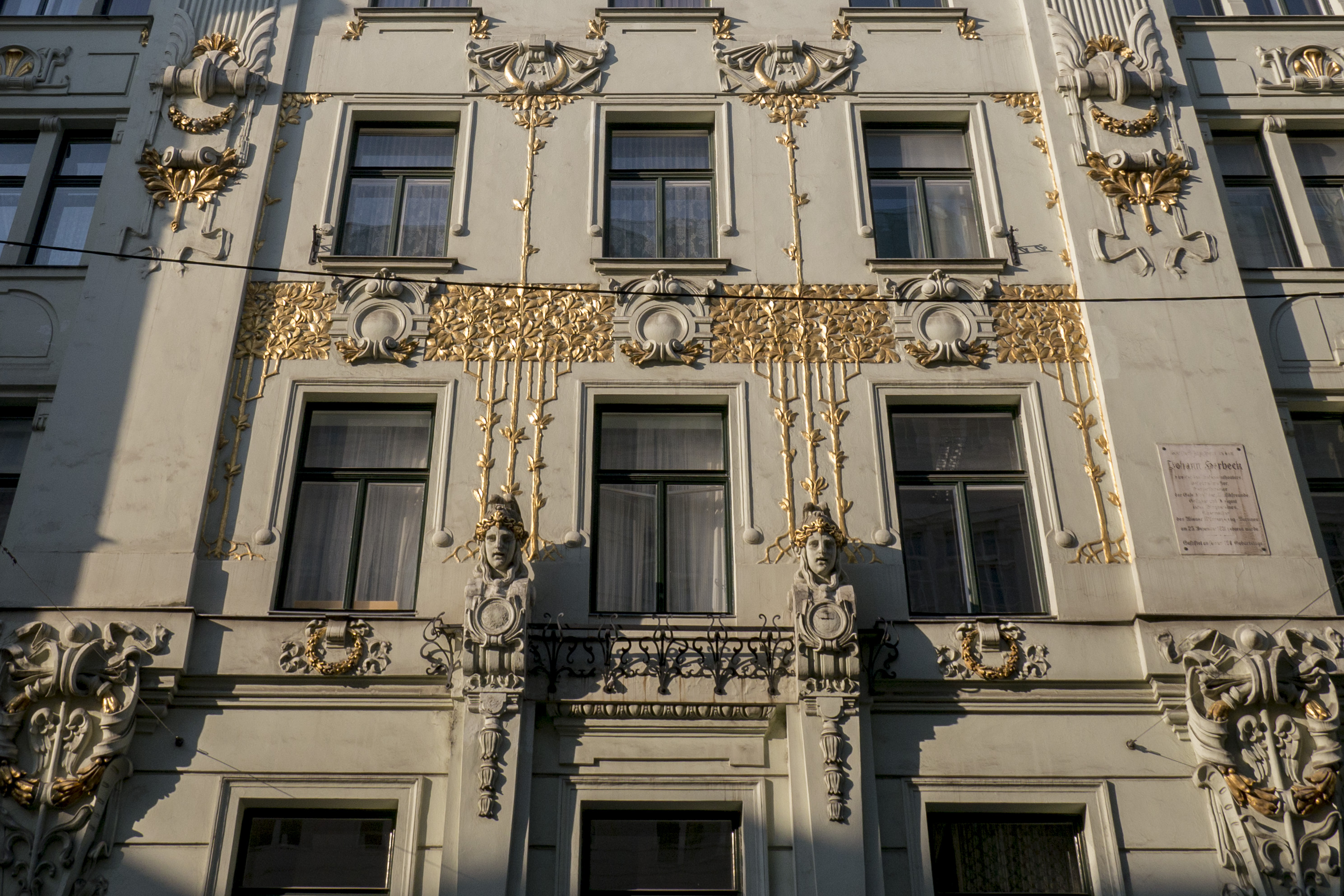
Дом Fleischmarkt 14 (1899 г.) Дема и Ольбрихта

- Аренда дома, Меттернихгассе 9, Вена 3 (1868)
- Вилла, Хауптштрассе 48, Вайдлинг (1873 г.)
- Вилла Дем, Хауптштрассе 50, Вайдлинг (1874 г.)
- 1. Каролиненская детская больница , Шубертгассе, Вена 9 (1878 г.), больше не существует
- Доходный дом, Шлюссельгассе 3, Вена 4 (1882 г.)
- Жилой дом, Фаворитенштрассе 50, Вена 4 (1882 г.)
- Казармы пехоты Франца Иосифа, Корнойбург (1882 г.)
- Жилой дом, Wohllebengasse 18, Вена 4 (1883 г.)
- Преобразование и адаптация охотничьего домика Mayerling для наследного принца Рудольфа (1883 г.)
- Группа арендованных домов, Колингассе 5 / Васагассе 5-7 / Хёрлгассе 6, Вена 9 (1886 г.)
- Аренда дома Beatrix-Bad, Linke Bahngasse 9, Vienna 3 (1888)
- Железнодорожная линия Зигмундшерберг-Хадерсдорф 44 км (1888-89).
- Жилые и коммерческие здания, Gumpendorfer Straße 114-114a, Вена 6 (1891 г.)
- Аренда дома, Fischerstige 10, Вена 1 (1892)
- Доходные дома, Messenhausergasse 3 и 5, Вена 3 (1893 г.)
- Жилое и коммерческое здание, Тухлаубен 18, Вена 1 (1894 г.)
- Жилой и коммерческий дом, Габсбургергассе 6-8, Вена 1 (1897 г.)
- Жилой и коммерческий дом Мозерхоф, Тухлаубен 14, Вена 1 (1898 г.)
- Жилое и коммерческое здание, Флейшмаркт 14, Вена 1 (1899 г.)
- Жилое и коммерческое здание, Julius-Tandler-Platz 4, Вена 9 (1899—1901)
- Аренда дома, Glasergasse 11, Вена 9 (1900)
- Жилое и коммерческое здание, Währinger Gurtel 166, Вена 9 (1900 г.)